# 2006年美國選舉
2006年美國中期选举於美國時間2006年11月7日舉行，這次期中選舉是為了改選美國眾議院全部435席眾議員、美國參議院100席的三分之一（33席）和36位州長。此外37個州也趁這機會就205個議題進行全民公決。本屆選舉是總統乔治·沃克·布什在2005年1月20日連任後的首場全國性選舉，不僅是乔治·沃克·布什第二任期期中考，也是2008年總統大選前哨戰。

## 背景
總統小布殊在2004年順利連任後，共和黨參眾兩院席次仍然過半，繼續完全執政。但共和黨的本次選情卻不容樂觀。
小布殊政府在2005年新奧爾良風災中處理失當。伊拉克戰爭中雖然把海珊政權推倒，但是撤軍的日子卻遙遙無期。伊拉克每天發生炸彈襲擊，美軍月傷亡屢創新高。
兩年來油價倍升，經濟發展雖然良好，惟一般人薪金卻增長有限。令美國的選民們認為布殊偏幫大企業和富人而漠視廣大中產階層。小布什自當選後一直在高呼他的減稅計劃可以對經濟有益，但減稅計劃的得益者其實是大企業與富人。
中東局勢持續不穩，美國政府處理緊急事故失當，有不少選民對布殊和共和黨政府的施政愈來愈不滿。選前民調顯示，超過五成選民將會在此次中期選舉中投票給民主黨。
在選舉前，有不少共和黨參眾議員、保守派人士和宗教人士（基督徒是布殊的傳統支持者）傳出貪污或性醜聞。這進一步打擊共和黨聲望。

## 選舉結果
民主黨同時重奪失去了十二年的眾議院和參議院控制權，同時在州長數目上也超越共和黨。

### 眾議院
這次選出的眾議員任期為兩年，至2008年。
|                  | 改選後 | 改選前 |
| ---------------- | ------ | ------ |
| 民主黨議席數     | 233    | 202    |
| 共和黨議席數     | 202    | 232    |
| 獨立議席數       | 0      | 1      |
| 議席總數         | 435    | 435    |
| 成多數黨須議席數 | 218    | 218    |

### 參議院
這次選出的33席參議員任期為六年（至2012年）。
以下數字包括兩黨無須在這次選舉中改選的議席（民主黨：27席，共和黨：40席）
|                  | 改選後 | 改選前 |
| ---------------- | ------ | ------ |
| 民主黨議席數     | 51     | 45     |
| 共和黨議席數     | 49     | 55     |
| 議席總數         | 100    | 100    |
| 成多數黨須議席數 | 51     | 51     |

注
1. ↑  其中2席为獨立人士，但是選舉前已决定与民主党联盟。

### 州長
這次共有36個州進行州長改選。除了佛蒙特州跟新罕布什爾州的新州長任期為2年外，其餘改選州長的任期均為4年（至2010年）。至於其餘14個州份的州長於2008年改選。
以下數字包括兩黨無須在這次選舉中選出的現任州長
|              | 改選後 | 改選前 |
| ------------ | ------ | ------ |
| 民主黨州長數 | 28     | 22     |
| 共和黨議席數 | 22     | 28     |
| 州長總數     | 50     | 50     |

### 全民公決議題（部分）
全民公決的議題由各州自行提出和投票，結果只在該州有效。
以下是較具爭議性的全民公決議題投票結果：
|              | 提升最低工資 | 修改州憲法 禁止同性戀婚姻 | 全面禁止墮胎 | 容許政府資助 胚胎幹細胞研究 | 大麻合法化 | 強制未滿18歲者 墮胎前須通知監護人 |
| ------------ | ------------ | ------------------------- | ------------ | --------------------------- | ---------- | --------------------------------- |
| 亞利桑拿州   | 通過         | 否決                      |              |                             |            |                                   |
| 科羅拉多州   | 通過         | 通過                      |              |                             | 否決       |                                   |
| 伊利諾伊州   | 通過         |                           |              |                             |            |                                   |
| 密蘇里州     | 通過         |                           |              | 通過                        |            |                                   |
| 蒙大拿州     | 通過         |                           |              |                             |            |                                   |
| 內華達州     | 通過         |                           |              |                             | 否決       |                                   |
| 俄亥俄州     | 通過         |                           |              |                             |            |                                   |
| 愛達荷州     |              | 通過                      |              |                             |            |                                   |
| 南卡羅來納州 |              | 通過                      |              |                             |            |                                   |
| 南達科他州   |              | 通過                      | 否決         |                             | 否決       |                                   |
| 田納西州     |              | 通過                      |              |                             |            |                                   |
| 弗吉尼亞州   |              | 通過                      |              |                             |            |                                   |
| 威斯康星州   |              | 通過                      |              |                             |            |                                   |
| 加利福尼亞州 |              |                           |              |                             |            | 否決                              |
| 俄勒岡州     |              |                           |              |                             |            | 否決                              |

## 影響
民主黨自1994年失去眾議院控制權後重新奪回。一掃自反恐戰爭以來民主黨走下坡的局面。同時民主黨亦奪回參議院控制權，使執政的共和黨的政策推動不再順利。
由於民主黨控制國會，國會與行政部門不同調，布殊被迫不斷使用總統否決權。而國會需要三分之二多數才能維持原議，民主黨實力還未達此一水準，但已可讓行政部門疲於奔命。另，聯邦政府重要官員的任命，雖由總統提名，但須國會通過。未來二年布殊總統的人事權將被大幅削弱。 
布殊總統宣布更換國防部長。原國防部長辭職，由前中央情報局局長羅伯特·蓋茨接任。
從選舉上分析，今次選舉出現了「鐘擺效應」。在野黨於此次選舉得到選民的支持，得以大勝。
前總統比爾·克林頓的夫人·克林頓在參議院選舉中得到高票連任，使她出選2008年民主黨總統提名初選的機會率大增。

## 紀錄
- 第一位信奉社會主義的參議員：伯尼·桑德斯
- 第一位穆斯林眾議員：凱斯·埃里森

## 外部連結
- 美國有線新聞網絡 CNN 選舉結果專頁（页面存档备份，存于）
- 美國有線新聞網絡 CNN 全民公決結果專頁（页面存档备份，存于）